# ArtEZ Conservatorium
Het ArtEZ Conservatorium is een van de 9 conservatoria in Nederland en onderdeel van ArtEZ hogeschool voor de kunsten in Zwolle, Arnhem en Enschede. Het is ontstaan na de fusie van het Twentsch Conservatorium in Enschede en de conservatoria van Zwolle en Arnhem. Het heeft ook nu nog drie vestigingen in deze drie plaatsen. De Arnhemse vestiging is gehuisvest in een gebouw dat door Rietveld is ontworpen. Naast de Enschedese vestiging bevindt zich het zogenaamde Nationaal Muziekkwartier, waarin veel andere muziekgezelschappen en -instellingen een plek hebben. Het Conservatorium Zwolle bevindt zich in een oud klooster aan de stadsmuur in het centrum van Zwolle.
Naast opleidingen in de klassieke en lichte muziek, worden ook opleidingen op het gebied van muziektheater, popmuziek, muziektechnologie en muziektherapie aangeboden.

## Opleidingen
De volgende studies worden aangeboden op het ArtEZ Conservatorium:
- Compositie voor Film en Theater (Arnhem)
- Docent Muziek (Enschede en Zwolle)
- Jazz en Pop (Arnhem en Zwolle)
- Klassieke Muziek (Zwolle)
- MediaMusic (Enschede)
- Muziektheater (Arnhem)
- Muziektherapie (Enschede)
- Popacademie (Enschede)

Tevens zijn er meerdere master- en vooropleidingen.